# Браніштя (комуна, Димбовіца)
Браніштя (рум. Braniștea) — комуна у повіті Димбовіца в Румунії. До складу комуни входять такі села (дані про населення за 2002 рік):
- Браніштя (3076 осіб)
- Димбовічоара (1173 особи)
- Севешть (227 осіб)

Комуна розташована на відстані 49 км на північний захід від Бухареста, 28 км на південь від Тирговіште, 145 км на схід від Крайови, 108 км на південь від Брашова.

## Населення
За даними перепису населення 2002 року у комуні проживали 4476 осіб.
Національний склад населення комуни:
| Національність | Кількість осіб | Відсоток |
| -------------- | -------------- | -------- |
| румуни         | 4461           | 99,7%    |
| цигани         | 13             | 0,3%     |
| угорці         | 2              | < 0,1%   |

Рідною мовою назвали:
| Мова      | Кількість осіб | Відсоток |
| --------- | -------------- | -------- |
| румунська | 4457           | 99,6%    |
| циганська | 12             | 0,3%     |
| німецька  | 4              | 0,1%     |
| угорська  | 3              | 0,1%     |

Склад населення комуни за віросповіданням:
| Релігія        | Кількість осіб | Відсоток |
| -------------- | -------------- | -------- |
| православні    | 4430           | 99,0%    |
| лютерани       | 32             | 0,7%     |
| бретрени       | 8              | 0,2%     |
| адвентисти     | 2              | < 0,1%   |
| римо-католики  | 1              | < 0,1%   |
| п'ятдесятники  | 1              | < 0,1%   |
| греко-католики | 1              | < 0,1%   |

## Зовнішні посилання
- Дані про комуну Браніштя на сайті Ghidul Primăriilor [Архівовано 7 липня 2013 у Wayback Machine.]